# Gora (kanton sarajewski)
Gora – wieś w Bośni i Hercegowinie, w Federacji Bośni i Hercegowiny, w kantonie sarajewskim, w gminie Vogošća. W 2013 roku liczyła 281 mieszkańców, z czego większość stanowili Boszniacy.